# Tift Merritt
Tift Merritt (Houston, 1975. január 8. –) amerikai countryzenész, dalszerző, énekes, gitáros.

## Pályafutása
Merritt Houstonban született és Raleigh-ben nőtt fel. A Chapel Hill-i Észak-Karolinai Egyetemre járt.
A Carbines nevű zenekarral és kis klubokban játszott Chapel Hill és Raleigh városokban. 1998-ban kiadtak egy kislemezt, (Jukejoint Girl), majd 1999-ben a The Two Dollar Pistols című albumot Tift Merrittel a Yep Roc Recordsnál.
2000-ben Merritt megnyerte a „MerleFest Chris Austin” dalszerzői versenyét, és 2002-ben kiadta debütáló albumát, a „Bramble Rose”-t. A lemez a Time és a The New Yorker Top 10-es listájára került, az Associated Press pedig az év legjobb debütálásának nevezte. A 2004-es „Tambourine” albumot 2004-ben jelölték a legjobb country album Grammy-díjára. Ugyanebben az évben „Home Is Loud” címmel egy teltházas koncertet adtak az észak-karolinai Raleigh-ben található North Carolina Museum of Art-ban.
A 2008-ban a Fantasy Recordsnál megjelent „Another Country” előadója Charlie Sexton gitáros volt. Merritt egy párizsi lakásban írta az albumot. A Paste magazin négycsillagos értékelést adott az albumról. A „Broken” című dalt az év dala kategóriában az Americana Music Award-ra jelölték. Merritt angliai turnéja közben Merritt felvette a Buckingham Solo albumot (2009). EP-je, a „Please Break the Silence of the Middle of the Night”, 2008-ban jelent meg.
Merritt elénekelte a „The Star-Spangled Banner”-t Barack Obama akkori szenátor az utolsó kampánygyűlésén, ahol Joan Baez és Kris Kristofferson is ott volt.
Merrit dalait „hangos novelláknak és megrendítő előadásoknak” nevezték. Olyan művészekhez hasonlították, mint Joni Mitchell és Emmylou Harris.
A The New Yorkerben megjelent kritika is dicsérte őt, a The Wall Street Journal pedig egy hétvégi műsorában szerepelt az énekes-dalszerzőkről szólva Joni Mitchell, James Taylor és Leonard Cohen hagyománya folytatásáként jellemezte.

## Stúdióalbumok
- 2002: Bramble Rose
- 2004: Tambourine
- 2008: Another Country
- 2010: See You on the Moon
- 2012: Traveling Alone
- 2017: Stitch of the World

## Élő albumok
- 2004: Home Is Loud
- 2007: Live From Austin, Tx.
- 2009: Buckingham Solo

## Középlemez
- 1999: Two Dollar Pistols with Tift Merritt

## Filmek
Zenéje szerepel a The L Word-ben, a Men In Trees-ben, a United States of Tara-ban és a New in Town című filmben.

## Fordítás
Ez a szócikk részben vagy egészben  a   Tift Merritt című angol Wikipédia-szócikk ezen változatának fordításán alapul.  Az eredeti cikk szerkesztőit annak laptörténete sorolja fel. Ez a jelzés csupán a megfogalmazás eredetét és a szerzői jogokat jelzi, nem szolgál a cikkben szereplő információk forrásmegjelöléseként.